# Aconitum rubicundum
Aconitum rubicundum là một loài thực vật có hoa trong họ Mao lương. Loài này được Fisch. ex Steud. mô tả khoa học đầu tiên năm 1840.